# België op het Junior Eurovisiesongfestival 2005

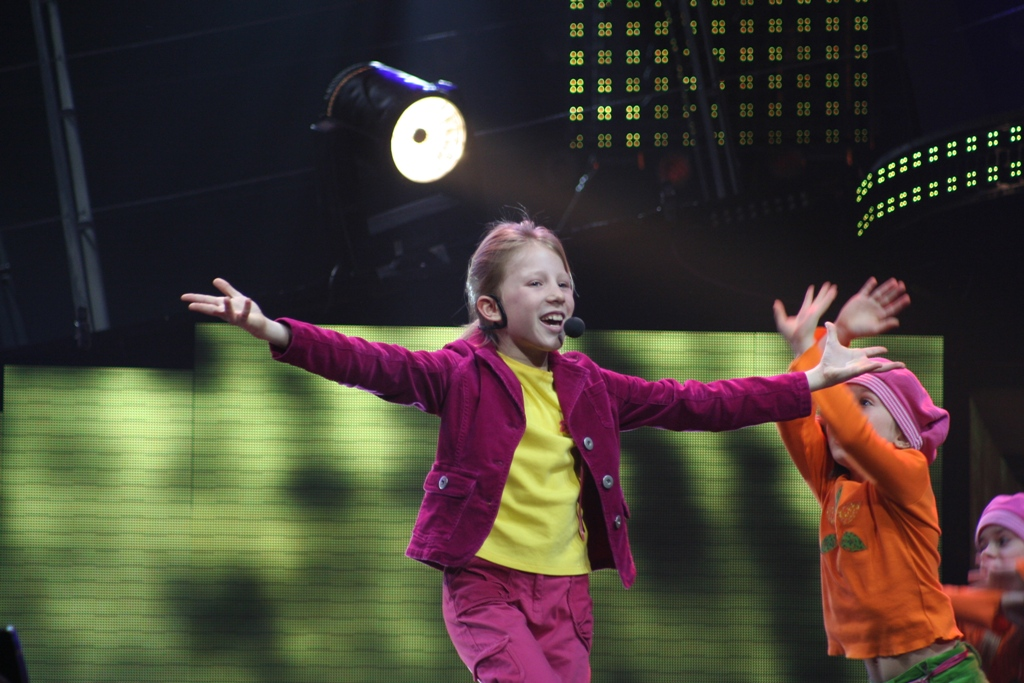
Lindsay op het Junior Eurovisiesongfestival 2005 in Hasselt

België nam deel aan het Junior Eurovisiesongfestival 2005, dat in eigen land werd gehouden, in Hasselt. Het was de 3de deelname van het land op het Junior Eurovisiesongfestival. De selectie verliep via Eurokids 2005. RTBF en VRT waren samen verantwoordelijk voor de Belgische bijdrage voor de editie van 2005.

## Selectieprocedure
Omdat het Junior Eurovisiesongfestival dit jaar in België plaats zou vinden, gingen de VRT en de RTBF samen op zoek naar een kandidaat. Eurokids 2005 bestond uit een startshow op 28 augustus, twee halve finales op 4 en 11 september en een finale op 18 september. Daarin traden de drie beste Nederlandstalige en de drie beste Franstalige kandidaten aan. Ilse Van Hoecke en Jean-Louis Lahaye presenteerden Eurokids, bijgestaan door Jelle Cleymans en Maureen Louys. In de jury zetelden Mélanie Cohl, Viktor Lazlo, Marcel Vanthilt en André Vermeulen.
In de finale op zondag 18 september kozen de Belgen voor de zangeres Lindsay, met het lied Mes rêves. Zij kreeg zowel in de halve finale als in de finale het maximum van 60 punten. Max werd tweede met Voor eeuwig. Hij behaalde 53 punten.

## Eurokids 2005

### Halve finales
4 september 2005
| Plaats | Artiest      | Lied                    | Punten |
| ------ | ------------ | ----------------------- | ------ |
| 1      | Max          | Voor eeuwig             | 52     |
| 2      | qRockmadam   | Grenzen                 | 50     |
| 3      | Jess 'n Emmy | Een gevoel              | 50     |
| 4      | Marie        | Non, stop               | 47     |
| 5      | Nicolas      | Le nez dans les étoiles | 46     |
| 6      | Les Opposées | J'en ai marre           | 40     |

11 september 2005
| Plaats | Artiest | Lied                        | Punten |
| ------ | ------- | --------------------------- | ------ |
| 1      | Lindsay | Mes rêves                   | 60     |
| 2      | Lila    | Een dagje uit               | 50     |
| 3      | Céline  | Pourquoi                    | 48     |
| 4      | Matt    | De allermooiste van de klas | 44     |
| 5      | Abigail | Huisparty                   | 44     |
| 6      | Mélanie | Une fille ordinaire         | 41     |

### Finale
18 september 2005
| Plaats | Artiest      | Lied        | Punten |
| ------ | ------------ | ----------- | ------ |
| 1      | Lindsay      | Mes rêves   | 60     |
| 2      | Max          | Voor eeuwig | 53     |
| 3      | qRockmadam   | Grenzen     | 45     |
| 4      | Jess 'n Emmy | Een gevoel  | 44     |
| 5      | Marie        | Non, stop   | 42     |
| 6      | Céline       | Pourquoi    | 41     |

## In Hasselt
België trad in eigen land als twaalfde van zestien landen aan, na Letland en voor Malta. Lindsay werd onthaald met een stormvloed aan gejuich en applaus. Aan het einde van de avond stond het gastland op een tiende plaats, met 63 punten. Van buurland Nederland kreeg België het maximum van twaalf punten.

### Gekregen punten
| 12 punten   | 10 punten        | 8 punten    | 7 punten             | 6 punten                |
| ----------- | ---------------- | ----------- | -------------------- | ----------------------- |
| - Nederland |                  | - Noorwegen | - Letland - Roemenië |                         |
| 5 punten    | 4 punten         | 3 punten    | 2 punten             | 1 punt                  |
| - Spanje    | - Cyprus - Malta |             | - Griekenland        | - Kroatië - Wit-Rusland |